# Brunn am Gebirge
Brunn am Gebirge är en ort och kommun  i Österrike. Den ligger i distriktet Mödling i förbundslandet Niederösterreich, cirka 13 kilometer söder om centrala Wien.